# Hofsteniidae
Hofsteniidae — родина двобічно-симетричних тварин класу Ацели.

## Класифікація
Родина включає в себе 3 роди з 5 видами:
- Рід Hofstenia
  - Hofstenia atroviridis Bock, 1923
  - Hofstenia beltagii Steinböck, 1966
  - Hofstenia miamia Correa, 1960
- Рід Hofsteniola
  - Hofsteniola pardii Papi 1957
- Рід Marcusiola
  - Marcusiola tinga (Marcus, 1957)